# Naaroides ochraceolalis
Naaroides ochraceolalis là một loài bướm đêm trong họ Noctuidae.